# Grabovo (Beočin)
Pour les articles homonymes, voir Grabovo.
Grabovo (en serbe cyrillique : Грабово) est un village de Serbie situé dans la province autonome de Voïvodine. Il fait partie de la municipalité de Beočin dans le district de Bačka méridionale. Au recensement de 2011, il comptait 100 habitants.
Grabovo est une communauté locale, c'est-à-dire une subdivision administrative, de la municipalité de Beočin.

## Géographie

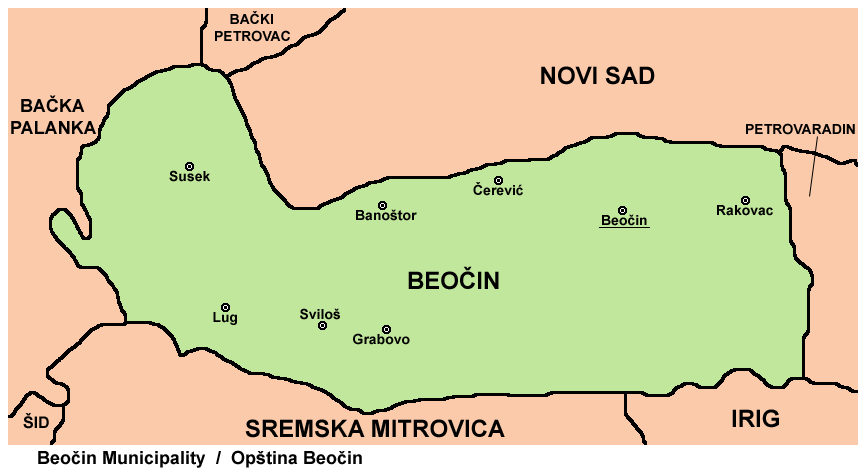
Localisation de Grabovo dans la municipalité de Beočin

Grabovo se trouve dans la région de Syrmie, à 5 kilomètres du Danube, sur une terrasse dominant le ruisseau du Tekeniš. Il est situé sur les pentes septentrionales du massif de la Fruška gora. C'est un village de montagne de forme ovale, avec des rues sinueuses et étroites.

## Histoire
Grabovo est mentionné pour la première fois dans des registres en 1740. Une église y a été construite en 1748 et une école y est mentionnée en 1778.
Avant la Seconde Guerre mondiale, le village comptait 1 100 habitants et une centaine d'élèves fréquentaient l'école. Pendant la guerre, le village fut brulé trois fois par les nazis et 150 habitants y furent tués ; après la guerre, de nombreux habitants partirent s'installer à Inđija et le village ne comptait plus que 150 habitants, répartis dans une cinquantaine de foyers.

## Démographie

### Évolution historique de la population
| 1948 | 1953 | 1961 | 1971 | 1981 | 1991 | 2002 | 2011 |
| ---- | ---- | ---- | ---- | ---- | ---- | ---- | ---- |
| 133  | 212  | 219  | 174  | 162  | 142  | 138  | 100  |

|  |

### Données de 2002
Pyramide des âges (2002)
En 2002, l'âge moyen de la population était de 36,9 ans pour les hommes et 42,7 ans pour les femmes.
Répartition de la population par nationalités (2002)

### Données de 2011
En 2011, l'âge moyen de la population était de 44,6 ans, 42,1 ans pour les hommes et 47,9 ans pour les femmes.

## Économie
Les habitants de Grabovo travaillent essentiellement dans les secteurs de l'agriculture et de l'élevage.
La laiterie Fruška gora a ouvert ses portes en 2009, avec des produits élaborés à partir de laits provenant du village mais aussi de villages voisins comme Ležimir, Sviloš, Susek ou Banoštor ; on y embouteille du lait d'une qualité quasiment biologique et on y fabrique des yaourts, de la crème, du beurre, du kajmak et toutes sortes de fromages.

## Tourisme
L'église Saint-Michel-et-Saint-Gabriel, construite en 1748, est inscrite sur la liste des monuments culturels de la République de Serbie.

## Transport
Grabovo est desservi par autobus depuis Novi Sad mais le village, qui ne dispose que d'une route asphaltée qui mène à Sviloš, reste plutôt isolé.